# Llengua páez
El páez (AFI [pa.ˈes]), auto-glotònim nasa yuwe, és un idioma parlat pel poble nasa o paez (de «pats» «dreta» del riu Cauca), que habita a la zona andina de Colòmbia, especialment al departament del Cauca. Crevels (2011) estima 60.000 parlants d'una població ètnica de 140.000. A Colòmbia té reconeixement com a llengua oficial al territori nasa.

## Classificació
Es discuteix a quina família lingüística pertany. Uricoechea (1877) s'orientava per destacar les relacions del nasa yuwe amb les llengües andines com el quítxua, especialment per la gramàtica i la morfologia, encara que en l'actualitat aquesta proposta ha estat completament abandonada.
Paul Rivet i altres la van classificar com txibtxa encara que Constenla Umaña va comprovar que no és una llengua pròpiament txibtxa. Més recentment s'ha proposat que forma part del fílum macro-txibtxa, dins del qual s'ha conjecturat que podria tenir una relació més o menys remota amb la família barbacoana, junto con el awá, guambià, cayapa, colorado i potser l'andaquí algunes més. Altres autors proposen una família «paezana» (Kaufmann, Key, Greenberg), uns altres una «barbacoana-paezana». No obstant això, estructuralment i lèxicament el páez i el barbacoano són molt diferents i les formes lèxiques similars podrien deure's a préstecs lingüístics, donada la proximitat geogràfica d'aquestes llengües. En la mateixa línia de la proposta macro-txibtxa, Greenberg (1987) proposa una macrofamília txibtxa-paezana.
Per altres (Gordon, 2005) és una llengua independent, encara que es pugui acceptar la seva relació amb l'andaquí i tal vegada amb altres llengües extingides (Adelaar & Muysken, 2004).
Campbell (1997:173-176) assenyala: «No hi ha consens sobre el paezano, i les opinions varien notablement. Habitualment se situa al páez juntament amb el paniquitá (Colòmbia), en realitat un dialecte d'aquesta llengua i l'extint panzaleo; ja que escassament hi ha alguna dada sobre el panzaleo, la classificació no té base lingüística real (Loukotka 1968:245, Constenla Umaña 1991).»

## Varietats
A continuació es mostra una llista completa de varietats de llengües paezanes llistades per Loukotka (1968), inclosos els noms de varietats no atestades.
- Paez / Paisa - la llengua parlada als pobles del riu Paez, al departament de Huila. Els dialectes inclouen:
  - Nasayuwä - parlat a la vila de Pitayo.
  - Okoshkokyéwa - parlata la vila de La Peña.
  - Paniquita - parlat a Paniquita, i altres viles de la regió de Huila.
- Panzaleo / Latacunga / Quito - na llengua extingida una vegada parlada a les províncies de Pichincha, Cotopaxi, i Tungurahua, Equador.
- Alausí - un cop parlat al poble d'Alausí, província de Chimborazo, Equador. (Sense atestar).

## Descripció lingüística

### Estudi de la llengua
El primer diccionari paez-castellà va ser elaborat pel sacerdot Eugenio del Castillo y Orozco el 1777 i editat per Ezequiel Uricoechea 110 anys després. Els diccionaris i gramàtiques missioneres tenien generalment l'objectiu de «evangelitzar» i castellanitzar als indígenes i van ser part del procés de reculada de les llengües natives. Avui, no obstant això, són un testimoniatge de la història de la llengua i serveixen per a recuperar paraules i entendre millor la toponímia.
La disminució del nombre de parlants de páez va ser producte de la dominació dels estats castellanoparlants, la iniquitat de l'economia, la conveniència política que va portar a la corona espanyola a prohibir les llengües indígenes al final del segle xviii i a les escoles a seguir idèntica política en el segle XX i va conduir al monolingüisme dels mitjans de comunicació.
Avui dia, el nasa yuwe és parlat per més de 100.000 persones i es reverteix la tendència a la reducció del nombre de parlants, perquè existeixen sòlids estudis fonològics i gramaticals, diccionaris i cartilles, de manera que s'enforteixen els programes de defensa de la llengua, ensenyament en i del nasa yuwe, en el context de programes oficials i no oficials de etnoeducación que constitueixen una prioritat de les autoritats indígenes, que alhora impulsen l'enfortiment de mitjans de comunicació propis com a Radio Payumat o Radio Nasa.

### Fonologia
El paez té quatre vocalés orals i quatre nasals (i, e, a, o) i registra vocals breus i llargues, per la qual cosa el nombre de segments vocàlics en oposició fonològica és de 16:
|          | Anteriors | Centrals  | Posteriors |
| -------- | --------- | --------- | ---------- |
| Tancades | i ĩ iˑ ĩˑ |           | o ũ uˑ ũˑ  |
| Mitjanes | e ẽ eˑ ẽˑ |           |            |
| Obertes  |           | a ã aˑ ãˑ |            |

L'idioma paez posseeix 38 fonemes consonàntics, sent una peculiaritat l'abundància de consonants palatalizadas, aspirades i palatalizadas-aspirades.
|            |                | Labial | Labial | Alveolar | Alveolar | Lamino- palatal | Lamino- palatal | Velar  | Velar  | Glotal | Glotal |
| simple     | palat.         | simple | palat. | simple   | palat.   | simple          | palat.          | simple | palat. |        |        |
| ---------- | -------------- | ------ | ------ | -------- | -------- | --------------- | --------------- | ------ | ------ | ------ | ------ |
| oclusiva   | sorda          | p      | pʲ     | t        | ƫ        | ʦ               | ç               | k      | c      | ʔ      |        |
| oclusiva   | aspirada       | pʰ     | pʲʰ    | tʰ       | ƫʰ       | ʦʰ              | çʰ              | kʰ     | cʰ     |        |        |
| oclusiva   | prenasalitzada | mb     | mbʲ    | ⁿd       | ⁿdʲ      | ⁿʣ              | ⁿʣ̢              | ⁿɡ     |        |        |        |
| nasal      | nasal          | m      |        | n        | ɲ        |                 |                 |        |        |        |        |
| fricativa  | sorda          |        | fʲ     | s        | ʃ        |                 |                 |        |        | h      | ɧ      |
| fricativa  | sonora         |        | vʲ     |          |          |                 |                 |        |        |        |        |
| lateral    | lateral        |        |        | l        | ʎ        |                 |                 |        |        |        |        |
| aproximant | aproximant     | w      |        |          |          |                 | j               |        |        |        |        |

## Gramàtica i sintaxi
Els pronoms de primera i segona persona singular són diferents per als gèneres femení i masculí, el seu plural deriva en qualsevol cas de la forma femenina. La tercera persona és neutra.
El verb es conjuga amb sufixs de temps, manera i aspecte i en la segona persona amb sufix de gènere femení o masculí. Pot tenir prefixos d'intensitat.
Els substantius es declinen mitjançant sufixos que marquen els casos nominatiu, acusatiu, datiu, ablatiu, locatiu i instrumental, amb posposicions en lloc de preposicions.
És considerada com una llengua aglutinant. L'ordre de l'oració és Subjecte - Objecte - Verb. El nom precedeix l'adjectiu.

## Referència
1. ↑  Ethnologue report for language code - Páez
2. ↑  Kowii, Ariruma & Fernández Silva, José Ángel (2005). Identidad lingüística de los pueblos indígenas de la Región Andina. Quito: Editorial Abya Yala, pp. 37. ISBN 9978-22-559-5.
3. ↑  Peter Austin (2008). One thousand languages: living, endangered, and lost. Los Angeles: University of California Press, pp. 210, ISBN 978-0-520-25560-9.
4. ↑  «páez». Cercaterm.  TERMCAT, Centre de Terminologia.
5. ↑  Llengua páez a Ethnologue (18th ed., 2015)
6. ↑  Constitución de Colombia de 1991 - Wikisource
7. ↑    (tesi).
8. ↑  Loukotka, Čestmír. Classification of South American Indian languages.  Los Angeles: UCLA Latin American Center, 1968.
9. ↑  «SAPhon – South American Phonological Inventories» (en anglès). linguistics.berkeley.edu. [Consulta: 18 juliol 2018].
10. ↑  Rojas, Tulio. Esbozo gramatical de la lengua nasa (lengua páez), 2013.